# Säbeltasche

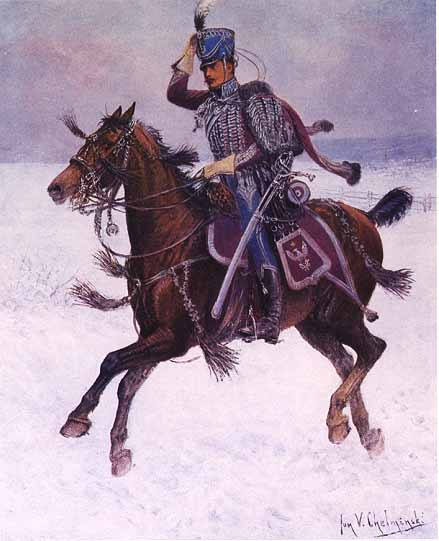
Hussarenoffizier in voller Uniform des Herzogtums Warschau um 1807. Die Säbeltasche hängt unter dem hochgebundenen Säbel hinter dem linken Knie, sie zeigt eine Stickerei des Weißen Polnischen Adlers

Die Säbeltasche als flache Tasche oder Beutel gehörte (und gehört) zur Ausrüstung der leichten Kavallerie und wurde vornehmlich in Verbindung mit dem Säbelgehänge oder am Gürtel getragen.

## Ursprung
Der Ursprung der Säbeltasche liegt sehr wahrscheinlich in Ungarn, wo selbige in Form einer flachen Ledertasche von Berittenen genutzt wurde und unter der Bezeichnung tarsoly bekannt wurde. Frühe Exemplare sind als Grabbeigaben sogenannter magyarischer berittener Krieger aus dem 10. Jahrhundert, aus der geschichtlichen Epoche Ungarns vor den Magyaren, bekannt.
Nebst stabiler Grundgestaltung waren wertvollere Exemplare oftmals reichhaltig, beispielsweise mit Silberplattierung, ausgestaltet und aufwendig verziert und enthielten Gerät zur Feuerbereitung und andere wichtige Utensilien.

## Militärische Nutzung
Im frühen 18. Jahrhundert wurde der Einsatz der leichten Kavallerie im Allgemeinen und der Husaren im Besonderen in allen europäischen Mächte populär, so auch in deutschsprachigen Streitkräften. In diesem Zusammenhang kam es auch zur Verbreitung der tarsoly, welche durchaus gängiger Bestandteil von Bekleidung und Ausrüstung ungarischer Husaren war. Sofern Kavallerieverbände unter deutschem Kommando standen, wurde tarsoly bald in Säbeltasche abgewandelt und im Kern auch in andere Sprachen übernommen. So hielten beispielsweise die Begriffe sabretache in anglophonen bzw. frankophonen Streitkräften Einzug. Etwas abgewandelt lautete die Bezeichnung in Polen szabeltas und in Russland taschka (ru: ташка). Ungeachtet leicht abweichender Semantik fand die Säbeltasche weite Verbreitung als sicheres und einfaches Transportbehältnis, das gut zur eng sitzenden Uniform berittener Soldaten passte. In Kriegszeiten fand die Säbeltasche Verwendung als Transportbehältnis von Meldungen, Befehlen, Depeschen, Kuriersachen etc., wobei hierfür vornehmlich leichte Kavallerie zum Einsatz kam. Die breite Frontlasche der Säbeltasche schmückten aufwendige Stickereien und Verzierungen und enthielten zudem oft fürstliche/imperiale Monogramme bzw. Initialen oder Regimentsinsignien.
Gegenwärtig sind Säbeltaschen beliebte Militaria-Sammelobjekte.

## Galerie

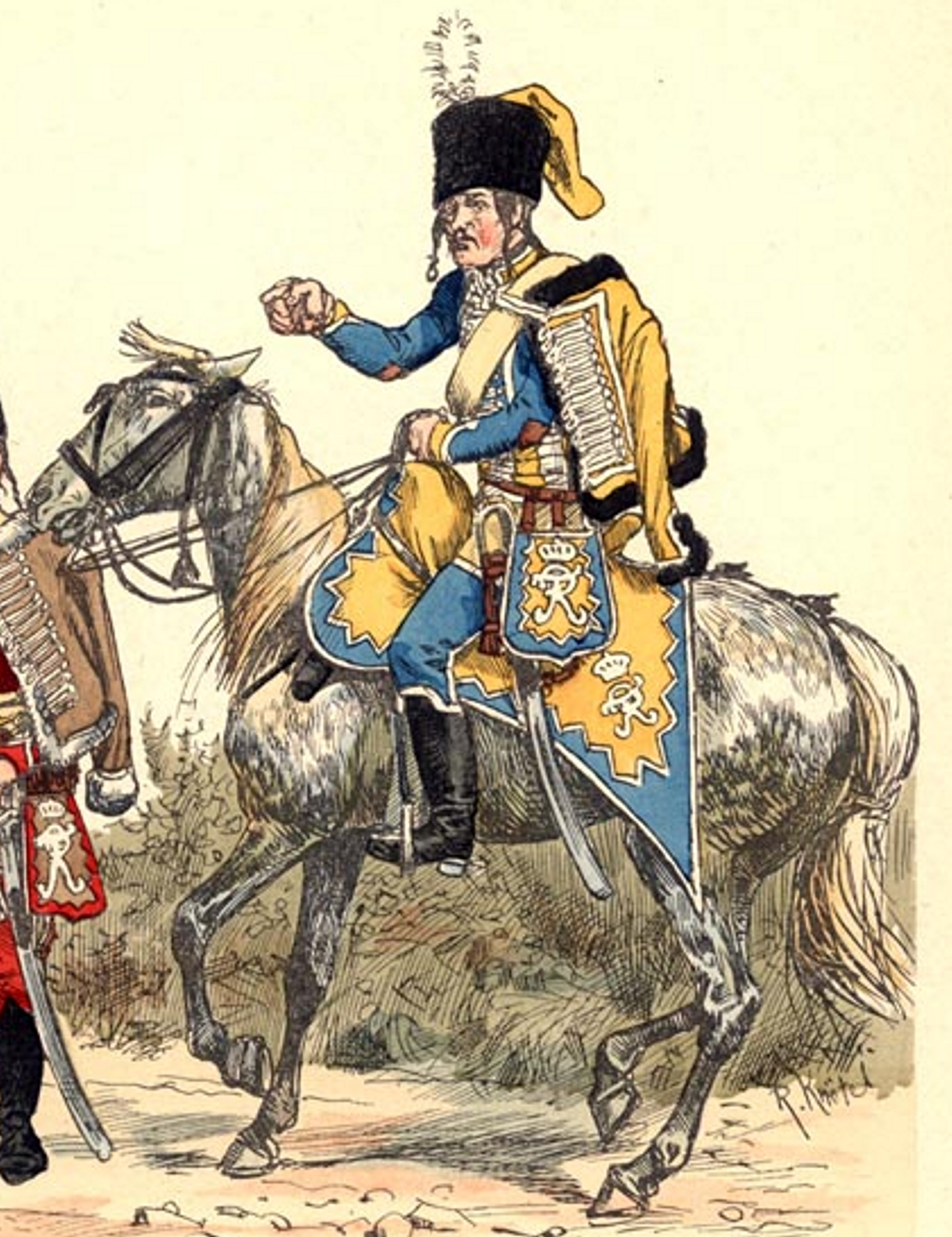
Preußischer Hussar um 1763, die Säbeltasche mit Monogramm Friedrich II.
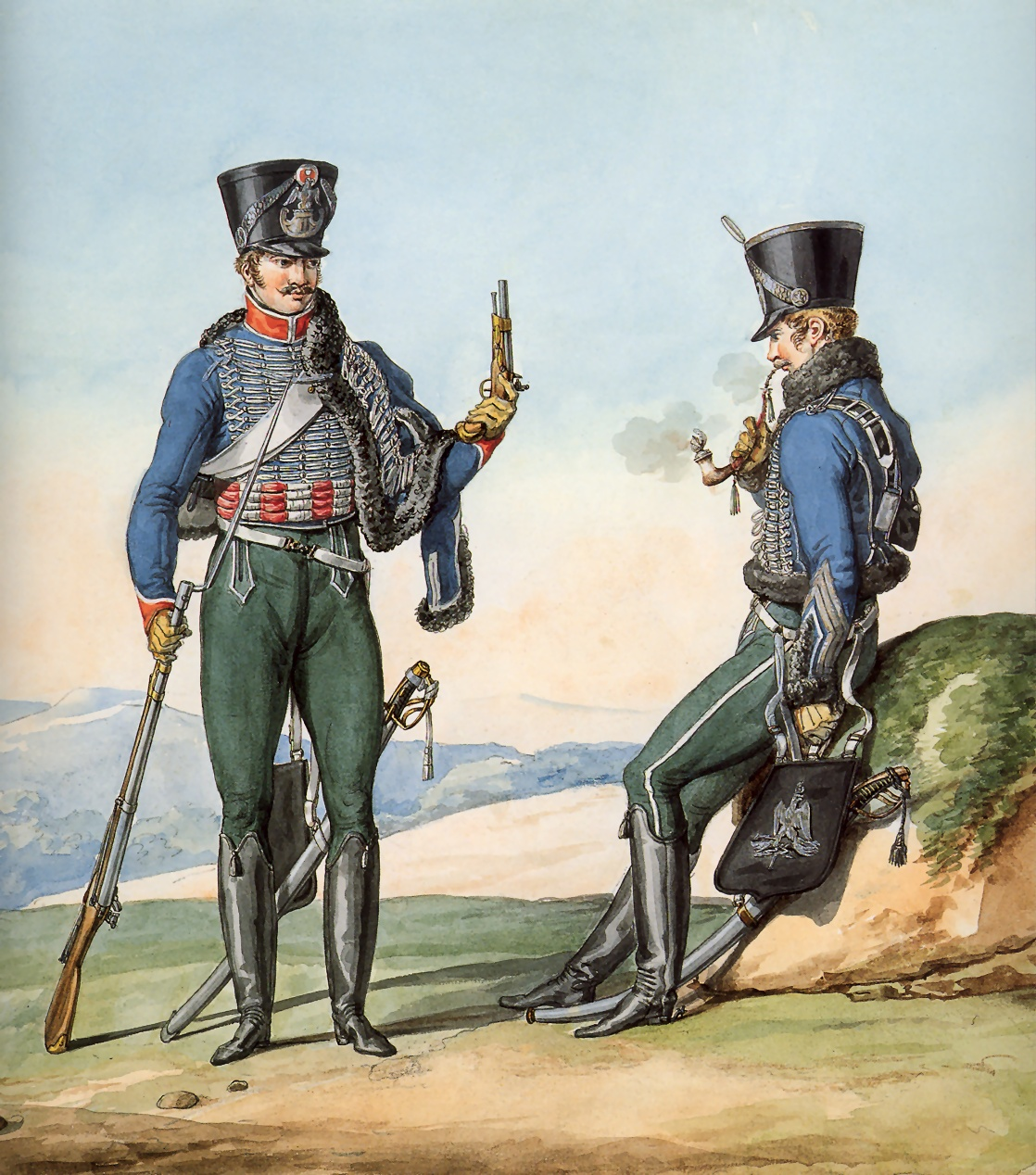
Säbeltasche eines französischen Husaren, 1812
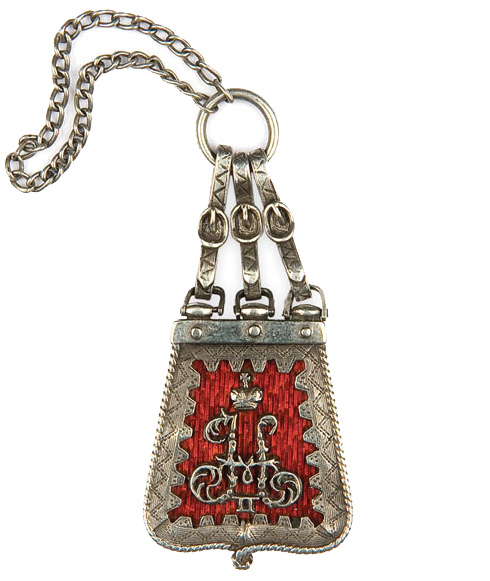
Säbeltasche mit Monogramm Nikolaus II.
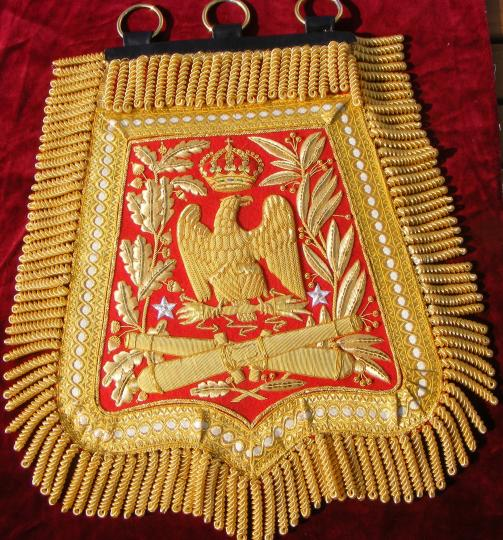
Säbeltasche des napoleonische Generals Jean-Jacques Desvaux de Saint-Maurice
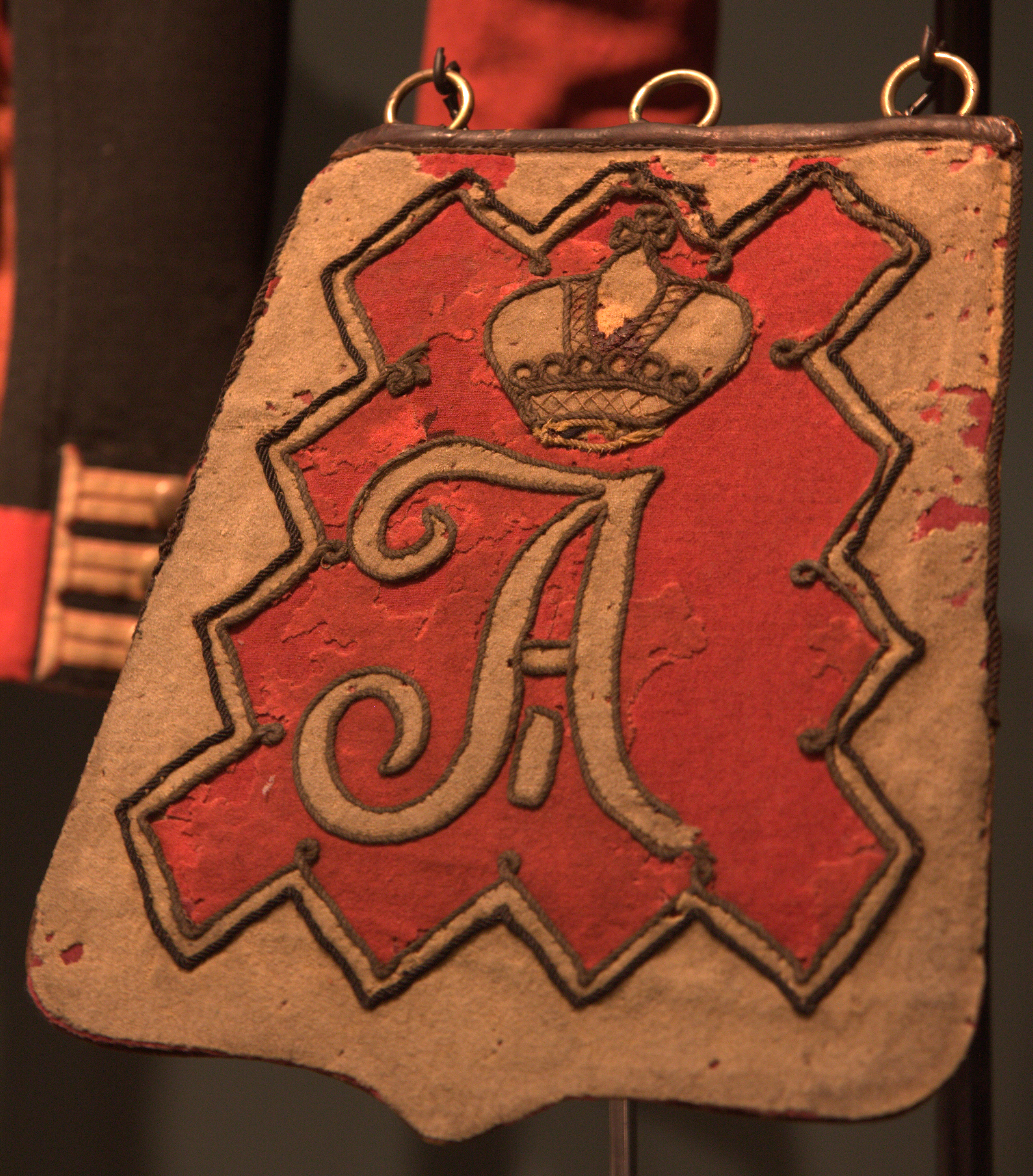
Säbeltasche des kaiserlich-russischen Leibgarde-Husarenregiments, 1802–1825
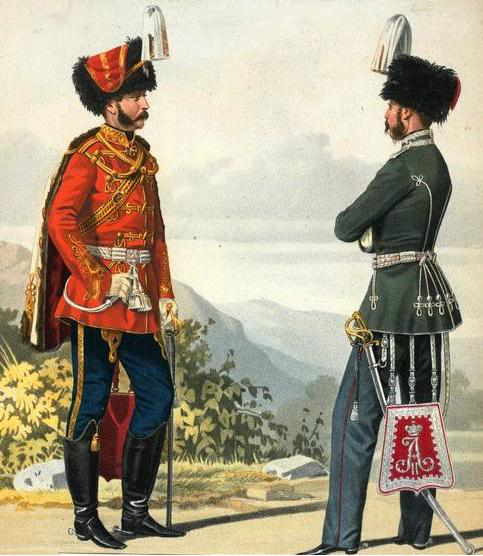
Russischer Stabsoffizier und Oberoffizier K. K. Piradskij mit Säbeltasche, 1858
Bengalische Lancers mit Säbeltasche in Diensten der Britischen Kolonialarmee, Indien 1867
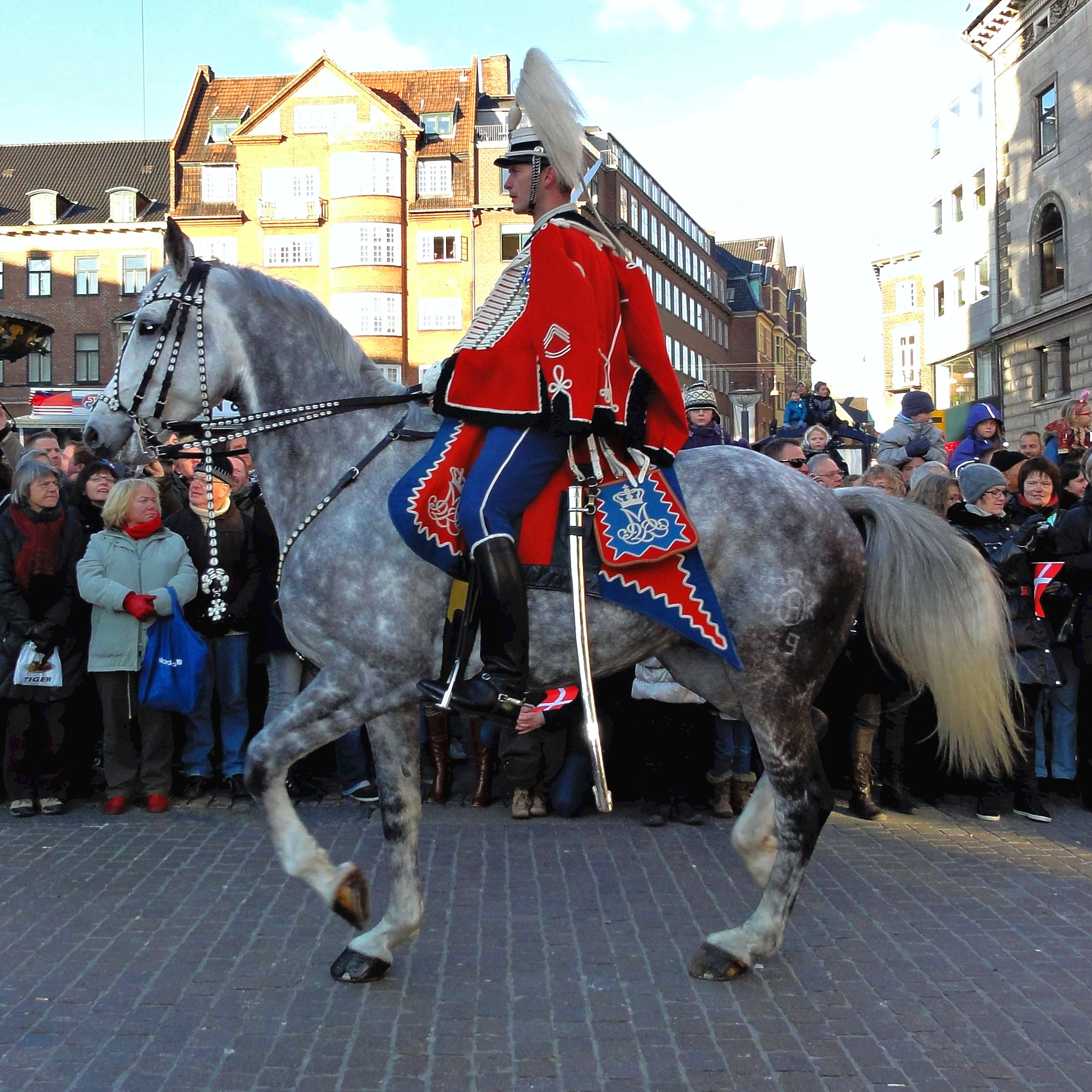
Dänischer Gardehusar 2012, die Säbeltasche zeigt das Monogramm von Margrethe II.